# Калкара (Кјети)
Калкара (итал. Calcara) је насеље у Италији у округу Кјети, региону Абруцо.
Према процени из 2011. у насељу је живело 141 становника. Насеље се налази на надморској висини од 288 м.